# David Hunter Hubel
David Hunter Hubel   (Windsor, 27 de febrer de 1926 - Lincoln, 22 de setembre de 2013) fou un neurobiòleg estatunidenc nascut al Canadà, conegut pels seus estudis sobre l'estructura i la funció de l'escorça visual. Va ser co-receptor amb Torsten Wiesel del Premi Nobel de Fisiologia o Medicina de 1981 (compartit amb Roger W. Sperry), pels seus descobriments sobre processament de la informació al sistema visual. Durant gran part de la seva carrera, Hubel va treballar com a professor de Neurobiologia a la Johns Hopkins University i la Harvard Medical School. El 1978, Hubel i Wiesel van rebre el Premi Louisa Gross Horwitz de la Columbia University. El 1983, Hubel va rebre el premi Golden Plate de l'American Academy of Achievement.

## Biografia
Va néixer el 27 de febrer de 1926 a la ciutat de Windsor, població situada a la província canadenca d'Ontario.El seu avi va emigrar de petit als Estats Units des de la ciutat bavaresa de Nördlingen. De ben petit es traslladà a Mont-real i estudià matemàtiques i física a la Universitat McGill, on es graduà l'any 1947. Interessat posteriorment en la medicina es doctorà l'any 1951 en aquesta mateixa universitat i va seguir amb tres anys de residència (un any de pràctiques i dos de residència en neurologia) a l'Hospital General de Mont-real.
El 1953 es nacionalitzà estatunidenc, el 1954, Hubel es va traslladar als Estats Units per treballar a la Johns Hopkins School of Medicine com a resident assistent en Neurologia. Més tard va ser reclutat per l'exèrcit i va servir al Walter Reed Army Institute of Research (WRAIR). Allà, va començar a gravar des de l'escorça visual primària de gats adormits i desperts. A WRAIR, va inventar el modern microelèctrode metàl·lic amb laca Stoner-Mudge i tungstè, i el modern microdrive hidràulic, que va haver d'aprendre habilitats bàsiques de maquinista per produir. El 1958, Hubel es va traslladar a Johns Hopkins i va començar les seves col·laboracions amb Wiesel, i va descobrir la selectivitat d'orientació i l'organització columnar a l'escorça visual. Un any més tard, es va incorporar a la facultat de la Universitat Harvard. El 1981, Hubel es va convertir en membre fundador del Consell Mundial de la Cultura. De 1988 a 1989 va ser el president de la Society for Neuroscience. Va ser membre de l'Acadèmia Americana de les Arts i les Ciències, l'Acadèmia Nacional de Ciències dels Estats Units i la Societat Filosòfica Americana.

## Recerca científica
Durant la seva estada a Harvard conegué Torsten Wiesel amb el qual col·laborà en la seva recerca sobre la fisiologia del còrtex cerebral, especialment en aquella part del cervell que es relaciona amb l'àrea visual. Els seus estudis sobre la vista han estat cabdals per al tractament de l'estrabisme i les cataractes.
L'any 1981 fou guardonat, juntament amb Wiesel, amb la meitat del Premi Nobel de Medicina o Fisiologia per les seves aportacions en l'estudi de l'àrea visual del còrtex cerebral. L'altra meitat del premi recaigué en Roger Wolcott Sperry pels seus treballs sobre les funcions dels hemisferis cerebrals.